# Flughafen Temindung

i7
i11
i13
Der Flughafen Temindung war ein in Samarinda gelegener Flughafen in der indonesischen Provinz Kalimantan Timur (Ost-Kalimantan) auf der Insel Borneo. Der Flughafen Temindung lag nördlich der Karang Mumus River von Samarinda. Der Flughafen verfügte nur über eine Start- und Landebahn, die in Südwest-Nordostrichtung (34/214 Grad) verlief und daher mit der Bahnkennung 04/22 bezeichnet war.
Das Terminalgebäude war 1974 fertiggestellt. Zu dieser Zeit waren Siedlungen und Flughafen noch weit voneinander entfernt. Im Laufe der Jahre dehnten sich allerdings Siedlungen aus und gingen bald fast ineinander über.

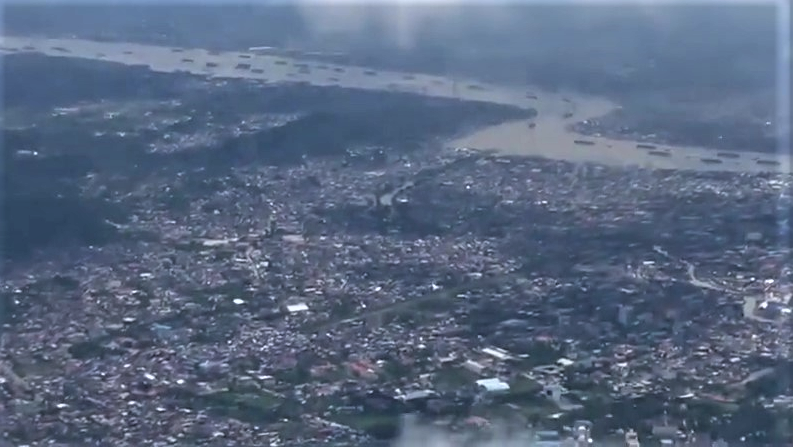
Temindung im Jahr 2021

## Überfüllung
Die Besiedlung im nahen Stadtzentrum (in der Einflugschneise der Landebahn 04 durften die Häuser maximal sechs Stockwerke haben) sowie ein Nachtflugverbot zwischen 18 Uhr und 7 Uhr führten letztendlich zur Schließung des Flughafens.